# Good Vibrations
〈Good Vibrations〉는 미국의 록 밴드 비치 보이스의 브라이언 윌슨과 마이크 러브가 쓴 곡이다. 1966년 10월 10일에 발매된 이 싱글은 즉각적으로 중요하고 상업적인 히트를 기록하여 미국과 영국을 포함한 몇몇 국가의 음반 차트에서 1위를 차지했다. 복잡한 음경, 삽화적 구조, 팝 음악의 변주곡으로 특징지어지는 이 곡은 발매 당시 녹음된 가장 비싼 싱글이었다. 〈Good Vibrations〉는 후에 록 시대의 가장 훌륭하고 중요한 작품 중 하나로 널리 호평을 받았다.
또한 윌슨에 의해 프로듀싱되었는데, 그의 어머니는 어렸을 때 개가 그들의 "나쁜 진동(bad vibrations)"에 반응하여 때때로 사람들에게 짖는다고 그에게 말했기 때문에, 우주적 진동에 대한 그의 매혹에서 유래된 제목이다. 그는 이 개념을 사용하여 초감각적 지각을 제안했고, 러브의 가사는 초기 플라워 파워 운동에서 영감을 받았다. 그것은 녹음된 대로 쓰여졌고 윌슨의 《Smile》 시대의 다른 작곡들과 비슷한 방식으로 쓰여졌다. 이 곡은 원래 음반의 트랙으로 발매된 것이 아니라, 《Pet Sounds》의 기악곡 〈Let's Go Away for Awhile〉를 B-사이드로 하여 독립 싱글로서 발매되었다. 〈Good Vibrations〉는 프로젝트가 붕괴되기 전에 《Smile》에 포함시키고 대신 대체 음반 《Smiley Smile》(1967년)에 등장하도록 되어 있었다.
〈Good Vibrations〉를 만든 것은 어떤 종류의 녹음이든 전례가 없는 일이었다. 이 세션에서 90시간 이상의 테이프가 소비되었고, 총 생산 비용은 수만 달러에 달할 것으로 추산된다. 《Pet Sounds》에 대한 접근법을 바탕으로, 브라이언은 1966년 2월부터 9월까지 4개의 다른 할리우드 스튜디오에서 그의 밴드 동료들과 다수의 세션 음악가들과 함께 짧고 상호 교환 가능한 음악 파편을 녹음했는데, 이 과정은 이 곡이 키, 텍스처, 관현악법, 무드에서 몇 가지 극적인 변화에 반영되었다.

## 인증
| 국가                               | 인증     | 판매량/출하량 |
| ---------------------------------- | -------- | ------------- |
| 영국 (BPI)                         | 골드     | 400,000       |
| 미국 (RIAA)                        | 플래티넘 | 1,000,000     |
| 판매량+스트리밍을 기반으로 한 인증 |          |               |